# اما کاروس
اما کاروس (انگلیسی: Emma Carus; ۱۸ مارس ۱۸۷۹ – ۱۸ نوامبر ۱۹۲۷) بازیگر، خواننده، و بازیگر تئاتر اهل ایالات متحده آمریکا بود.